# MTV Video Music Award alla miglior fotografia
L'MTV Video Music Award alla miglior fotografia (MTV Video Music Award for Best Cinematography) è uno dei quattro riconoscimenti assegnati nell'ambito degli MTV Video Music Awards sin dalla prima cerimonia di premiazione, avvenuta nel 1984.

## Vincitori e candidati
I vincitori sono indicati in grassetto.

### Anni 1980
- 1984
  - The Police - Every Breath You Take (Direttore della fotografia: Daniel Pearl)
  - Kiss - All Hell's Breakin' Loose (Direttori della fotografia: Tony Mitchell e Jim Crispi)
  - John Mellencamp - Authority Song (Direttore della fotografia: Daniel Pearl)
  - David Bowie - China Girl (Direttore della fotografia: John Metcalfe)
  - Billy Idol - Eyes Without a Face (Direttore della fotografia: Tony Mitchell)
  - Stray Cats - (She's) Sexy + 17 (Direttore della fotografia: Harry Lake)
- 1985
  - Don Henley - The Boys of Summer (Direttore della fotografia: Pascal Lebègue)
  - Lindsey Buckingham - Go Insane (Direttore della fotografia: Oliver Stapleton)
  - Bryan Adams - Heaven (versione 2) (Direttore della fotografia: Peter MacDonald)
  - Madonna - Like a Virgin (Direttore della fotografia: Peter Sinclair)
  - Bryan Adams - Run to You (Direttore della fotografia: Frank Gell)
- 1985
  - a-ha - The Sun Always Shines on T.V. (Direttore della fotografia: Oliver Stapleton)
  - X - Burning House of Love (Direttore della fotografia: Ken Barrows)
  - Joe Walsh - The Confessor (Direttori della fotografia: Jan Kiesser e Ken Barrows)
  - ZZ Top - Rough Boy (Direttore della fotografia: Chris Nibley)
  - Pat Benatar - Sex as a Weapon (Direttore della fotografia: Peter Mackay)
- 1987
  - Robbie Nevil - C'est la Vie (Direttore della fotografia: Mark Plummer)
  - Steve Winwood - Higher Love (Direttore della fotografia: Peter Kagan)
  - Madonna - Papa Don't Preach (Direttore della fotografia: Michael Ballhaus)
  - Cyndi Lauper - What's Going On (Direttore della fotografia: Juan Ruiz Anchía)
  - U2 - With or Without You (Direttori della fotografia: Daniel Pearl e Matt Mahurin)
- 1988
  - Sting - We'll Be Together (Direttore della fotografia: Bill Pope)
  - George Michael - Father Figure (Direttore della fotografia: Peter Mackay)
  - Robert Plant - Heaven Knows (Direttore della fotografia: Steve Tickner)
  - Pink Floyd - Learning to Fly (Direttore della fotografia: Gordon Minard)
  - Suzanne Vega - Luka (Direttore della fotografia: Dariusz Wolski)
- 1989
  - Madonna - Express Yourself (Direttore della fotografia: Mark Plummer)
  - Steve Winwood - Roll with It (Direttore della fotografia: Mark Plummer)
  - Michael Jackson - Smooth Criminal (Direttore della fotografia: John Hora)
  - Tanita Tikaram - Twist in My Sobriety (Direttore della fotografia: Jeff Darling)

### Anni 1990
- 1990
  - Madonna - Vogue (Direttore della fotografia: Pascal Lebègue)
  - Don Henley - The End of the Innocence (Direttore della fotografia: David Bridges)
  - Aerosmith - Janie's Got a Gun (Direttore della fotografia: Dariusz Wolski)
  - Billy Joel - We Didn't Start the Fire (Direttore della fotografia: Sven Kirsten)
- 1991
  - Chris Isaak - Wicked Game (Concept) (Direttore della fotografia: Rolf Kestermann)
  - George Michael - Freedom! '90 (Direttore della fotografia: Mike Southon)
  - R.E.M. - Losing My Religion (Direttore della fotografia: Larry Fong)
  - LL Cool J - Mama Said Knock You Out (Direttore della fotografia: Stephen Ashley Blake)
- 1992
  - Guns N' Roses - November Rain (Direttori della fotografia: Mike Southon e Daniel Pearl)
  - Red Hot Chili Peppers - Give It Away (Direttore della fotografia: Marco Mazzei)
  - Marky Mark and the Funky Bunch - Good Vibrations (Direttore della fotografia: Dave Phillips)
  - Madonna - Holiday (versione A letto con Madonna)  (Direttore della fotografia: Toby Phillips)
  - Genesis - I Can't Dance  (Direttore della fotografia: Daniel Pearl)
  - Michael Jackson - In the Closet  (Direttore della fotografia: Rolf Kestermann)
  - En Vogue - My Lovin' (You're Never Gonna Get It)  (Direttore della fotografia: Paul Lauter)
  - Vanessa L. Williams - Running Back to You  (Direttore della fotografia: Ralph Ziman)
  - Tori Amos - Silent All These Years (Direttore della fotografia: George Tiffin)
  - Eric Clapton - Tears in Heaven (Performance) (Direttore della fotografia: David Johnson)
- 1993
  - Madonna - Rain (Direttore della fotografia: Harris Savides)
  - k.d. lang - Constant Craving (Direttore della fotografia: Marc Reshovsky)
  - En Vogue - Free Your Mind (Direttore della fotografia: Thomas Kloss)
  - Sting - If I Ever Lose My Faith in You (Direttore della fotografia: Ivan Bartos)
  - Duran Duran - Ordinary World (Direttore della fotografia: Martin Coppen)
- 1994
  - R.E.M. - Everybody Hurts (Direttore della fotografia: Harris Savides)
  - Aerosmith - Amazing (Direttore della fotografia: Gabriel Beristain)
  - Nirvana - Heart-Shaped Box (Direttori della fotografia: John Mathieson)
  - Deep Forest - Sweet Lullaby (Direttori della fotografia: Tarsem Singh e Denise Milford)
- 1995
  - The Rolling Stones - Love Is Strong (Direttore della fotografia: Garry Waller e Mike Trim)
  - Green Day - Basket Case (Direttore della fotografia: Adam Beckman)
  - Stone Temple Pilots - Interstate Love Song (Direttori della fotografia: Kevin Kerslake)
  - Michael Jackson e Janet Jackson - Scream (Direttore della fotografia: Harris Savides)
  - Boyz II Men - Water Runs Dry (Direttore della fotografia: Daniel Pearl)
  - TLC - Waterfalls (Direttore della fotografia: Toby Phillipsl)
- 1996
  - The Smashing Pumpkins - Tonight, Tonight (Direttore della fotografia: Declan Quinn)
  - Brandy (featuring Wanya Morris) - Brokenhearted (Direttore della fotografia: Martin Coppen)
  - Eric Clapton - Change the World (Direttori della fotografia: Peter Nydrle e Marco Mazzei)
  - Madonna - You'll See (Direttore della fotografia: Adrian Wild)
- 1997
  - Jamiroquai - Virtual Insanity (Direttore della fotografia: Stephen Keith-Roach)
  - The Smashing Pumpkins - The End Is the Beginning Is the End (Direttore della fotografia: Declan Quinn)
  - Eels - Novocaine for the Soul (Direttore della fotografia: Jeff Cronenweth)
  - Nine Inch Nails - The Perfect Drug (Direttore della fotografia: Jeff Cronenweth)
- 1998
  - Fiona Apple - Criminal (Direttore della fotografia: Harris Savides)
  - Dave Matthews Band - Don't Drink the Water (Direttore della fotografia: Checco Varese)
  - Radiohead - Karma Police (Direttore della fotografia: Stephen Keith-Roach)
  - Garbage - Push It (Direttore della fotografia: Max Malkin)
  - Madonna - Ray of Light (Direttore della fotografia: Henrik Halvarsson)
- 1999
  - Marilyn Manson - The Dope Show (Direttore della fotografia: Martin Coppen)
  - Madonna - Beautiful Stranger (Direttore della fotografia: Thomas Kloss)
  - Korn - Freak on a Leash (Direttore della fotografia: Julian Whatley)
  - Hole - Malibu (Direttore della fotografia: Martin Coppen)
  - Will Smith - Miami (Direttore della fotografia: Daniel Pearl)

### Anni 2000
- 2000
  - Macy Gray - Do Something (Direttore della fotografia: Jeff Cronenweth)
  - Madonna - American Pie (Direttore della fotografia: John Mathieson)
  - Metallica - I Disappear (Direttore della fotografia: David Rudd)
  - Stone Temple Pilots - Sour Girl (Direttore della fotografia: Martin Coppen)
  - Filter - Take a Picture (Direttore della fotografia: Daniel Pearl)
- 2001
  - Fatboy Slim - Weapon of Choice (Direttore della fotografia: Lance Acord)
  - Missy Elliott - Get Ur Freak On (Direttore della fotografia: James Hawkinson)
  - Aerosmith - Jaded (Direttore della fotografia: Thomas Kloss)
  - Eminem (featuring Dido) - Stan (Direttore della fotografia: Dariusz Wolski)
- 2002
  - Moby - We Are All Made of Stars (Direttore della fotografia: Brad Rushing)
  - Missy Elliott (featuring Ludacris e Trina) - One Minute Man (Direttore della fotografia: Karsten "Crash" Gopinath)
  - Shakira - Whenever, Wherever (Direttore della fotografia: Pascal Lebègue)
  - Alicia Keys - A Woman's Worth (Direttore della fotografia: John Perez)
- 2003
  - Johnny Cash - Hurt (Direttore della fotografia: Jean-Yves Escoffier)
  - Radiohead - There There (Direttore della fotografia: Fred Reed)
  - No Doubt - Underneath It All (Direttore della fotografia: Karsten "Crash" Gopinath)
  - Missy Elliott - Work It (Direttore della fotografia: Michael Bernard)
- 2004
  - Jay-Z - 99 Problems (Direttore della fotografia: Joaquín Baca-Asay)
  - No Doubt - It's My Life (Direttore della fotografia: Jeff Cronenweth)
  - Yeah Yeah Yeahs - Maps (Direttore della fotografia: Shawn Kim)
  - Beyoncé - Naughty Girl (Direttore della fotografia: James Hawkinson)
  - Christina Aguilera - The Voice Within (Direttore della fotografia: Jeff Cronenweth)
- 2005
  - Green Day - Boulevard of Broken Dreams (Direttore della fotografia: Samuel Bayer)
  - The White Stripes - Blue Orchid (Direttore della fotografia: Chris Soos)
  - Modest Mouse - Ocean Breathes Salty (Direttore della fotografia: Danny Hiele)
  - Coldplay - Speed of Sound (Direttore della fotografia: Harris Savides)
  - Simple Plan - Untitled (How Could This Happen to Me?) (Direttore della fotografia: Michael Bernard)
  - U2 - Vertigo (Direttore della fotografia: Omer Ganai)
- 2006
  - James Blunt - You're Beautiful (Direttore della fotografia: Robbie Ryan)
  - Prince - Black Sweat (Direttore della fotografia: Checco Varese)
  - Red Hot Chili Peppers - Dani California (Direttore della fotografia: Tony Kaye)
  - Ashlee Simpson - Invisible (Direttore della fotografia: Jeff Cutter)
  - AFI - Miss Murder (Direttore della fotografia: Welles Hackett)
- 2008
  - The White Stripes - Conquest (Direttore della fotografia: Wyatt Troll)
  - Erykah Badu - Honey (Direttore della fotografia: Karsten "Crash" Gopinath)
  - Katy Perry - I Kissed a Girl (Direttore della fotografia: Simon Thirlaway)
  - Death Cab for Cutie - I Will Possess Your Heart (Direttori della fotografia: Aaron Stewart-Ahn e Shawn Kim)
  - The Pussycat Dolls - When I Grow Up (Direttore della fotografia: Christopher Probst)
- 2009
  - Green Day - 21 Guns (Direttore della fotografia: Jonathan Sela)
  - Britney Spears - Circus (Direttore della fotografia: Thomas Kloss)
  - Lady Gaga - Paparazzi (Direttore della fotografia: Eric Broms)
  - Beyoncé - Single Ladies (Put a Ring on It) (Direttore della fotografia: Jim Fealy)
  - Coldplay - Viva la vida (Direttore della fotografia: John Perez)

### Anni 2010
- 2010
  - Jay-Z e Alicia Keys - Empire State of Mind (Direttore della fotografia: John Perez)
  - Lady Gaga - Bad Romance (Direttore della fotografia: Thomas Kloss)
  - Florence and the Machine - Dog Days Are Over (Direttore della fotografia: Adam Frisch)
  - Mumford & Sons - Little Lion Man (Direttore della fotografia: Ben Magahy)
  - Eminem - Not Afraid (Direttore della fotografia: Christopher Probst)
- 2011
  - Adele - Rolling in the Deep (Direttore della fotografia: Tom Townend)
  - Thirty Seconds to Mars - Hurricane (Direttori della fotografia: Benoît Debie, Jared Leto, Rob Witt e Daniel Carberry)
  - Eminem (featuring Rihanna) - Love the Way You Lie (Direttore della fotografia: Christopher Probst)
  - Beyoncé - Run the World (Girls) (Direttore della fotografia: Jeffrey Kimball)
  - Katy Perry - Teenage Dream (Direttore della fotografia: Paul Laufer)
- 2012
  - M.I.A. - Bad Girls (Direttore della fotografia: André Chemetoff)
  - Lana Del Rey - Born to Die (Direttore della fotografia: André Chemetoff)
  - Coldplay (featuring Rihanna) - Princess of China (Direttore della fotografia: Stéphane Vallée)
  - Adele - Someone like You (Direttore della fotografia: David Johnson)
  - Drake (featuring Rihanna) - Take Care (Direttore della fotografia: Kasper Tuxen)
- 2013
  - Macklemore e Ryan Lewis (featuring Ray Dalton) - Can't Hold Us (Direttori della fotografia: Ryan Lewis, Jason Koenig e Mego Lin)
  - Lana Del Rey - Ride (Direttore della fotografia: Malik Hassan Sayeed)
  - Yeah Yeah Yeahs - Sacrilege (Direttore della fotografia: Alexis Zabe)
  - A-Trak e Tommy Trash - Tuna Melt (Direttore della fotografia: TS Pfeffer e Robert McHugh)
  - Thirty Seconds to Mars - Up in the Air (Direttore della fotografia: David Devlin)
- 2014[1]
  - Beyoncé - Pretty Hurts (Direttori della fotografia: Darren Lew e Jackson Hunt)
  - Arcade Fire - Afterlife (Direttore della fotografia: Evan Prosofsky)
  - Thirty Seconds to Mars - City of Angels (Direttore della fotografia: David Devlin)
  - Gesaffelstein - Hate or Glory (Direttore della fotografia: Michael Ragen)
  - Lana Del Rey - West Coast (Direttore della fotografia: Evan Prosofsky)
- 2015[2]
  - Flying Lotus (featuring Kendrick Lamar) - Never Catch Me (Direttore della fotografia: Larkin Seiple)
  - Taylor Swift featuring Kendrick Lamar - Bad Blood (Direttore della fotografia: Christopher Probst)
  - Alt-J - Left Hand Free (Direttore della fotografia: Mike Simpson)
  - Ed Sheeran - Thinking Out Loud (Direttore della fotografia: Daniel Pearl)
  - FKA twigs - Two Weeks (Direttore della fotografia: Justin Brown)
- 2016[3]
  - Beyoncé - Formation (Direttore della fotografia: Malik Sayeed)
  - Adele - Hello (Direttore della fotografia: André Turpin)
  - Alesso - I Wanna Know (Direttore della fotografia: Corey Jennings)
  - Ariana Grande - Into You (Direttore della fotografia: Paul Laufer)
  - David Bowie - Lazarus (Direttore della fotografia: Crille Forsberg)
- 2017[4]
  - Kendrick Lamar - HUMBLE. (Direttore della fotografia: Scott Cunningham)
  - Ed Sheeran - Castle on the Hill (Direttore della fotografia: Steve Annis)
  - DJ Shadow (featuring Run the Jewels) - Nobody Speak (Direttore della fotografia: David Proctor)
  - Halsey - Now or Never (Direttore della fotografia: Kristof Brandl)
  - Imagine Dragons - Thunder (Direttore della fotografia: Matthew Wise)
- 2018[5]
  - The Carters - Apeshit (Direttore della fotografia: Benoît Debie)
  - Alessia Cara - Growing Pains (Direttore della fotografia: Pau Castejón)
  - Shawn Mendes - In My Blood (Direttore della fotografia: Jonathan Sela)
  - Ariana Grande - No Tears Left to Cry (Direttore della fotografia: Scott Cunningham)
  - Eminem (featuring Ed Sheeran) - River (Direttori della fotografia: Frank Mobilio e Patrick Meller)
  - Childish Gambino - This Is America (Direttore della fotografia: Larkin Seiple)
- 2019[6][7]
  - Shawn Mendes e Camila Cabello - Señorita (Direttore della fotografia: Scott Cunningham)
  - Billie Eilish - Hostage (Direttore della fotografia: Pau Castejón)
  - Ariana Grande - Thank U, Next (Direttore della fotografia: Christopher Probst)
  - Anderson .Paak (featuring Kendrick Lamar) - Tints (Direttore della fotografia: Elias Talbot)
  - Solange - Almeda (Direttori della fotografia: Chayse Irvin, Ryan Marie Helfant e Justin Hamilton)
  - Taylor Swift (featuring Brendon Urie dei Panic! at the Disco) - Me! (Direttore della fotografia: Starr Whitesides)

### Anni 2020
- 2020[8]
  - Lady Gaga e Ariana Grande – Rain on Me (Direttore della fotografia: Thomas Kloss)
  - 5 Seconds of Summer – Old Me (Direttore della fotografia: Kieran Fowler)
  - Camila Cabello (featuring DaBaby) – My Oh My (Direttore della fotografia: Dave Meyers)
  - Billie Eilish – All the Good Girls Go to Hell (Direttore della fotografia: Christopher Probst)
  - Katy Perry – Harleys in Hawaii (Direttore della fotografia: Arnau Valls)
  - The Weeknd – Blinding Lights (Direttore della fotografia: Oliver Millar)
- 2021[9]
  - Beyoncé, Saint Jhn e Wizkid (featuring Blue Ivy Carter) – Brown Skin Girl (Direttori della fotografia: Benoit Soler, Malik H. Sayeed, Mohammed Atta Ahmed, Santiago Gonzalez e Ryan Helfant)
  - Billie Eilish – Therefore I Am (Direttore della fotografia: Rob Witt)
  - Foo Fighters – Shame Shame (Direttore della fotografia: Santiago Gonzalez)
  - Justin Bieber (featuring Chance The Rapper) – Holy (Direttore della fotografia: Elias Talbot)
  - Lady Gaga – 911 (Direttore della fotografia: Jeff Cronenweth)
  - Lorde – Solar Power (Direttore della fotografia Andrew Stroud)
- 2022[10]
  - Harry Styles – As It Was
  - Baby Keem e Kendrick Lamar – Family Ties
  - Camila Cabello (featuring Ed Sheeran) – Bam Bam
  - Kendrick Lamar – N95
  - Normani (featuring Cardi B) – Wild Side
  - Taylor Swift – All Too Well (10 Minute Version) (Taylor's Version)
- 2023[11]
  - Taylor Swift – Anti-Hero (Direttore della fotografia: Rina Yang)
  - Adele – I Drink Wine (Direttore della fotografia: Adam Newport-Berra)
  - Ed Sheeran – Eyes Closed (Direttore della fotografia: Natasha Baier)
  - Janelle Monáe – Lipstick Love (Direttore della fotografia: Allison Anderson)
  - Kendrick Lamar – Count Me Out (Direttore della fotografia: Adam Newport-Berra)
  - Miley Cyrus – Flowers (Direttore della fotografia Marcell Rev)
  - Olivia Rodrigo – Vampire (Direttore della fotografia Russ Fraser)
- 2024[12][13]
  - Ariana Grande – We Can't Be Friends (Wait for Your Love) (Direttore della fotografia: Anatol Trofimov)
  - Charli XCX – Von Dutch (Direttore della fotografia: Jeff Bierman)
  - Dua Lipa – Illusion (Direttore della fotografia: Nikita Kuzmenko)
  - Olivia Rodrigo – Obsessed (Direttore della fotografia: Marz Miller)
  - Rauw Alejandro – Touching the Sky (Direttore della fotografia: Camilo Monsalve)
  - Taylor Swift featuring Post Malone – Fortnight (Direttore della fotografia: Rodrigo Prieto)